# Stratis Myrivilis
Efstratios Stamatopoulos (în greacă Ευστράτιος Σταματόπουλος; n. 30 iunie 1892, Lesbos, Administrația descentralizată a Mării Egee⁠⁠(d), Grecia – d. 19 iulie 1969, Atena, Regatul Greciei), cunoscut sub pseudonimul Stratis Myrivilis (Στράτης Μυριβήλης), a fost un scriitor grec.
A scris romane, nuvele și povestiri scurte cu tematică de război și caracter protestatar sau prin care a descris viața obișnuită a societății elene.
Se remarcă bogăția elementelor lirice și elaborarea stilistică.

## Scrieri
- 1923: Nē zoē en táphō („Viața în mormânt”);
- 1933: Hē daskála me ta chrysā mátia („Învățătoarea cu ochii de aur”);
- 1955: Hē Panagia hē Gorgóna („Madona Gorgona”).